# Superkombat
Superkombat  (SK) est une promotion internationale de kick-boxing fondée en 2011 en Roumanie. Le SK comprend deux types de combat chacune avec ses particularités: le Superkombat World Grand-Prix et le Superkombat New Heroes.

## Historique
Le premier événement, le Superkombat World Grand Prix I 2011 se déroule à Bucarest le 21 mai 2011 avec des combattants telle que Albert Kraus, Sergei Lascenko, Bogdan Stoica et un jeune Rico Verhoeven et d'autres combattants d'ordre mondiales.
En août 2012, le Superkombat rentre en partenariat avec le K-1.

## Liste des combattants
- Benjamin Adegbuyi
- Raul Cătinaș
- Sebastian Ciobanu
- Alexandru Lungu
- Cătălin Moroșanu
- Andrei Stoica
- Bogdan Stoica
- Ben Edwards
- Paul Slowinski
- Zabit Samedov
- Alexey Ignashov
- Dževad Poturak
- Alex Pereira
- Anderson Silva
- Mladen Brestovac
- Errol Zimmerman
- Tomáš Hron
- Ondřej Hutník
- Roman Kleibl
- Freddy Kemayo
- Brice Guidon
- Frank Muñoz
- Jorge Loren
- Daniel Sam
- Stefan Leko
- Mike Zambidis
- Roberto Cocco
- Faldir Chahbari
- Albert Kraus
- Rico Verhoeven
- Hesdy Gerges
- Ismael Londt
- Redouan Cairo
- Jairzinho Rozenstruik
- Yoann Kongolo
- Pavel Zhuravlev
- Sergei Lascenko
- Bob Sapp
- Carter Williams
- Mighty Mo